# Netzwerkdrucker
Als Netzwerkdrucker wird allgemein ein Drucker bezeichnet, der nicht direkt mit einem Computer verbunden ist, sondern wie ein eigenständiger Server im Rechnernetz angesprochen wird. Speziell wird der Begriff unter Windows für jeden Drucker im Rechnernetz verwendet, der über das Netz angesprochen werden kann; auch solche, die keine eigenständigen Geräte sind, sondern über andere Computer angesprochen werden.
Ist ein Drucker nicht lokal an eine Workstation angeschlossen (etwa über ein USB-Kabel), sondern lediglich über ein LAN, ein WAN bzw. das Internet erreichbar, so müssen Druckaufträge über das Netzwerk gesendet werden. Diese Druckmethode unterscheidet sich in einigen Punkten vom lokalen Drucken:
- Die Druckdaten werden in der Regel über einen oder mehrere Computer geleitet. Dabei handelt es sich meist um Druckserver.
- Sind mehrere Computer an der Übertragung der Druckaufträge beteiligt, müssen ggf. Unterschiede ihrer Betriebssysteme beachtet werden. Insbesondere werden für jede Plattform spezifische Druckertreiber bereitgestellt (z. B. 32 bit, 64 bit, Linux, Windows 7, Windows Server 2008). Und nicht jedes System unterstützt alle Druckprotokolle.
- Voluminöse Druckaufträge können für Bandbreitenengpässe im Netzwerk verantwortlich sein – insbesondere in Wireless LANs oder WANs. Druckaufträge können leicht das zehnfache der Dateigröße annehmen.
- Die Übertragung von Druckdaten über das Netzwerk ist üblicherweise nicht verschlüsselt und damit nicht sicher. Dadurch können sie von jedem Netzteilnehmer „mitgelesen“ oder – möglicherweise unbemerkt – verändert werden.
- Der (entfernte) Drucker im Netzwerk wird üblicherweise als Netzwerkdrucker bezeichnet. Dabei kann es sich entweder um einen physischen Drucker mit einer eigenen Netzwerkkarte handeln oder um einen logischen, auf einem Druckserver installierten Drucker (unter Windows als Datei- und Druckerfreigabe).

## Einsatzgebiete

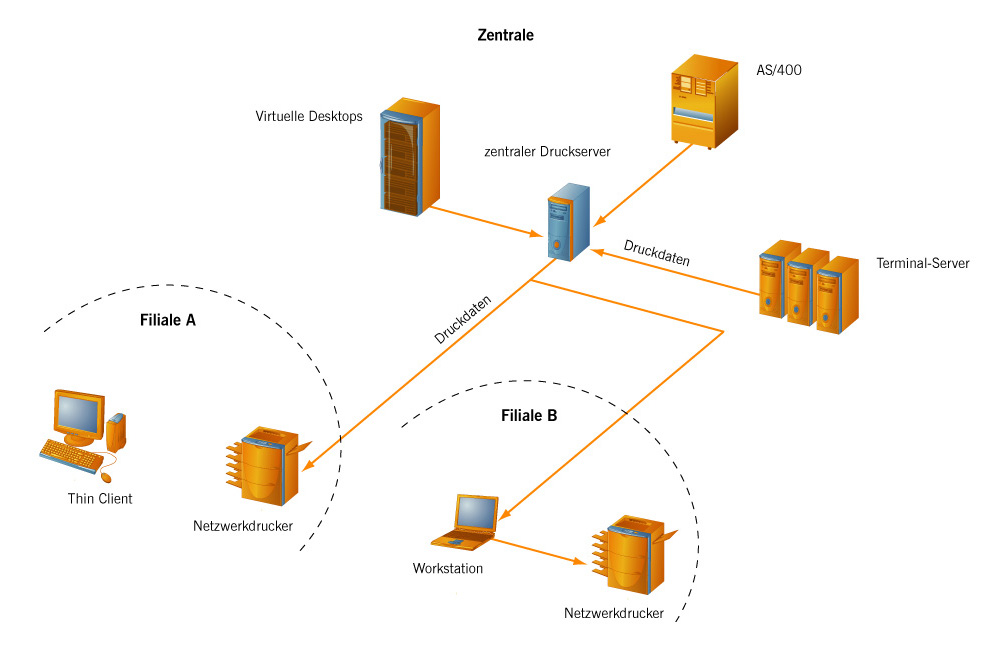
Druckdaten werden von verschiedenen Anwendungsservern zu einem Druckserver gesendet und von diesem im Netz verteilt

Mit der Einführung von Netzwerkdruckern anstelle von Arbeitsplatzdruckern kann die Zahl der Drucker in einem Unternehmen drastisch reduziert werden, da sich mehrere Nutzer/-innen einen Drucker teilen. Wenn gleichzeitig Druckserver zum Einsatz kommen, wird zudem die Drucker-Administration zentralisiert und somit vereinfacht. Im Server-based Computing müssen Druckaufträge auch dann im Netzwerk versendet werden, wenn die Drucker lokal an den Arbeitsplatzrechner angeschlossen sind, weil die Anwendungen auf entfernten Servern laufen.

## Protokolle
Abhängig von den jeweiligen Gegebenheiten werden unterschiedliche Druckprotokolle und -methoden eingesetzt. Im Linux- bzw. Unix-Bereich werden Druckdaten per LPR oder IPP zugestellt. Beide funktionieren auch unter Windows; hier werden jedoch vorrangig andere Techniken eingesetzt, nämlich Druckerfreigaben und Standard-TCP/IP-Ports. Im Server-based Computing werden Druckaufträge auch über die Sitzungsprotokolle RDP (Microsoft) und ICA (Citrix) an die Arbeitsplatzrechner gesendet. Mit LPR und Standard-TCP/IP-Ports ist es allerdings nicht möglich, Druckdaten auch zu verschlüsseln.
In großen Umgebungen sammelt sich naturgemäß eine große Zahl von Druckertreibern an. Um diese zu begrenzen und um die Systemstabilität zu erhöhen, wird gern auf Treiber zurückgegriffen, die für mehrere Druckertypen oder -klassen genutzt werden können. Einige Beispiele hierfür zeigt die folgende Tabelle:
| Treiber-Bezeichnung                                | Dateiformat | Firma           |
| -------------------------------------------------- | ----------- | --------------- |
| Universelle Druckertreiber von Plattformanbietern: |             |                 |
| Microsoft XPS Document Writer                      | XPS         | Microsoft       |
| Terminal Services Easy Print                       | XPS         | Microsoft       |
| Citrix Universal Printer                           | EMF         | Citrix          |
| Citrix XPS Universal Printer                       | XPS         | Citrix          |
| Universelle Druckertreiber von Druckerherstellern: |             |                 |
| HP Universal Printing PCL                          | PCL         | Hewlett-Packard |
| HP Universal Printing PS                           | PostScript  | Hewlett-Packard |
| PCL6 Driver for Universal Print                    | PCL         | Ricoh           |
| PS Driver for Universal Print                      | PostScript  | Ricoh           |
| Xerox Global Print Driver PCL6                     | PCL         | Xerox           |
| Xerox Global Print Driver PS                       | PostScript  | Xerox           |
| PCL6 Universal Print Driver (WHQL)                 | PCL         | Konica Minolta  |
| PS Universal Print Driver (WHQL)                   | PostScript  | Konica Minolta  |
| Unabhängig universelle Druckertreiber:             |             |                 |
| TP Output Gateway                                  | EMF         | ThinPrint       |
| TP Output Gateway PS                               | PostScript  | ThinPrint       |